# John Badham
John MacDonald Badham (n. 25 de agosto de 1939; Luton, Reino Unido) es un director de televisión, director de cine y productor inglés afincado en Estados Unidos. Candidato a dos Premios Emmy. Ha dirigido películas como Saturday Night Fever (1977), Drácula (1979), Mi vida es mía (1981), Bird on a Wire (1990), además de episodios de series de televisión como The Shield (2003), Crossing Jordan (2007) o Héroes (2007).

## Biografía
John Badham nació en Luton, Reino Unido el 25 de agosto de 1939. Hijo de la actriz británica Mary Iola Badham, y hermano de la actriz Mary Badham. Su madre se casó con Henry Lee, un general de la Fuerza aérea de los Estados Unidos y ejecutivo, que adoptó a ambos niños. La familia emigró al estado de Alabama, Estados Unidos en 1945. John obtuvo su ciudadanía estadounidense en 1950. Realizó sus estudios básicos en el colegio privado Indian Springs School, cercano a la ciudad de Pelham, en Alabama, continuando en la Universidad Yale, en New Haven, Connecticut. Se ha casado en numerosas ocasiones, con Bonnie Hughes (1967-1979), con la que tuvo un hijo; con Jan Speck (1983-1990) y con su actual esposa Julia Badham (1992-presente). Actualmente su residencia se encuentra en Beverly Hills, California.

## Filmografía

### Filmografía destacada en cine y televisión
| Año  | Película                                                                       | Notas       |
| ---- | ------------------------------------------------------------------------------ | ----------- |
| 1971 | The Bold Ones: The Senator (serie de televisión)                               | 2 episodios |
| 1975 | The Law (serie de televisión)                                                  |             |
| 1977 | Saturday Night Fever (Fiebre del sábado noche / Fiebre de sábado por la noche) |             |
| 1979 | Drácula                                                                        |             |
| 1983 | WarGames (Juegos de guerra)                                                    |             |
| 1983 | Blue Thunder (El trueno azul / Relámpago azul)                                 |             |
| 1986 | Short Circuit (Cortocircuito)                                                  |             |
| 1987 | Stakeout (Procedimiento ilegal)                                                |             |
| 1990 | Bird on a Wire (Dos pájaros a tiro)                                            |             |
| 1991 | The Hard Way (Colegas a la fuerza)                                             |             |
| 1994 | Drop Zone (Salto al peligro)                                                   |             |
| 1995 | Nick of Time (A la hora señalada)                                              |             |
| 1998 | Incognito                                                                      |             |
| 1999 | Sin piedad (The Jack Bull; película de televisión)                             |             |
| 2003 | The Shield (serie de televisión)                                               | 3 episodios |
| 2007 | Crossing Jordan (serie de televisión)                                          | 2 episodios |
| 2007 | Héroes (serie de televisión)                                                   | 2 episodios |
| 2007 | Las Vegas (serie de televisión)                                                | 2 episodios |
| 2008 | Men in Trees (serie de televisión)                                             | 1 episodio  |
| 2009 | Criminal Minds (serie de televisión)                                           | 1 episodio  |